# Биг-Коппит-Ки (Флорида)
Биг-Коппит-Ки (англ. Big Coppitt Key) — статистически обособленная местность, расположенная в округе Монро (штат Флорида, США) с населением в 2595 человек по статистическим данным переписи 2000 года.

## География
По данным Бюро переписи населения США статистически обособленная местность Биг-Коппит-Ки имеет общую площадь в 3,88 квадратных километров, из которых 3,63 кв. километров занимает земля и 0,26 кв. километров — вода. Площадь водных ресурсов округа составляет 6,7 % от всей его площади.
Статистически обособленная местность Биг-Коппит-Ки расположена на высоте 1 м над уровнем моря.

## Демография
| Год переписи        | Нас. |  | %±    |
| ------------------- | ---- |  | ----- |
| 1980                | 1856 |  | —     |
| 1990                | 2388 |  | 28,7% |
| 2000                | 2595 |  | 8,7%  |
| 1980–2000 Источник: |      |  |       |

По данным переписи населения 2000 года в Биг-Коппит-Ки проживало 2595 человек, 681 семья, насчитывалось 1108 домашних хозяйств и 1332 жилых дома. Средняя плотность населения составляла около 668,81 человек на один квадратный километр. Расовый состав населённого пункта распределился следующим образом: 92,91 % белых, 1,08 % — чёрных или афроамериканцев, 0,81 % — коренных американцев, 1,46 % — азиатов, 0,08 % — выходцев с тихоокеанских островов, 2,62 % — представителей смешанных рас, 1,04 % — других народностей. Испаноговорящие составили 16,76 % от всех жителей статистически обособленной местности.
Из 1108 домашних хозяйств в 24,2 % воспитывали детей в возрасте до 18 лет, 46,4 % представляли собой совместно проживающие супружеские пары, в 7,9 % семей женщины проживали без мужей, 38,5 % не имели семей. 26,1 % от общего числа семей на момент переписи жили самостоятельно, при этом 6,6 % составили одинокие пожилые люди в возрасте 65 лет и старше. Средний размер домашнего хозяйства составил 2,34 человек, а средний размер семьи — 2,77 человек.
Население статистически обособленной местности по возрастному диапазону по данным переписи 2000 года распределилось следующим образом: 19,3 % — жители младше 18 лет, 5,9 % — между 18 и 24 годами, 32,4 % — от 25 до 44 лет, 30,8 % — от 45 до 64 лет и 11,5 % — в возрасте 65 лет и старше. Средний возраст жителей составил 41 год. На каждые 100 женщин в Биг-Коппит-Ки приходилось 119,4 мужчин, при этом на каждые сто женщин 18 лет и старше приходилось 114,5 мужчин также старше 18 лет.
Средний доход на одно домашнее хозяйство статистически обособленной местности составил 45 194 доллара США, а средний доход на одну семью — 49 783 доллара. При этом мужчины имели средний доход в 31 915 долларов США в год против 27 721 доллар среднегодового дохода у женщин. Доход на душу населения статистически обособленной местности составил 45 194 доллара в год. 6,1 % от всего числа семей в населённом пункте и 8,6 % от всей численности населения находилось на момент переписи населения за чертой бедности, при этом 9,7 % из них были моложе 18 лет и 7,5 % — в возрасте 65 лет и старше.